# Волоконний лазер
Волоконний лазер — лазер, активне середовище і, можливо, резонатор якого є елементами оптичного волокна. При повністю волоконній реалізації такий лазер називається цільноволоконним, при комбінованому використанні волоконних і інших елементів в конструкції лазера він називається волоконно-дискретним або гібридним. Волоконні лазери застосовуються в промисловості для різання металів і маркування продукції, зварюванні і мікрообробці металів, лініях волоконно-оптичного зв'язку. Їх основними перевагами є висока оптична якість випромінювання, невеликі габарити і можливість вбудовування в волоконні лінії.
Існує велика різноманітність конструкцій волоконних лазерів, обумовлена специфікою їх застосування. Для їх виготовлення широко застосовуються як резонатори типу Фабрі — Перо, так і кільцеві резонатори. Спеціальними методиками можна створити однополяризаційні лазери, лазери надкоротких імпульсів тощо. У всіх волоконних лазерах застосовуються спеціальні типи оптичних волокон, в які вбудовані один або кілька хвилеводів для здійснення оптичного нагніту.